# Laima Liucija Andrikienė
Laima Liucija Andrikienė (* 1. ledna 1958, Druskininkai) je litevská politička, ekonomka, signatářka Aktu znovuzaložení stálu Litva a poslankyně Evropského parlamentu za Tėvynės sąjunga - Lietuvos krikščionys demokratai. Je také členkou Evropské lidové strany.

## Životopis
V roce 1980 absolvovala obor ekonomie a matematika na Vilniuské univerzitě. V roce 1986 obhájila doktorát z ekonomie a v roce 2005 se stala docentkou.
V 80. letech 20. století pracovala ve Výzkumném ústavu zemědělské univerzity jako inženýrka a vědkyně. V letech 1988 a 1989 přednášela na University of Manchester a v roce 1996 na Georgetownské univerzitě. Od roku 1989 působila jako asistentka místopředsedy vlády.